# EN 60601-2-4
Die EN 60601-2-4 mit dem Titel „Medizinische elektrische Geräte – Teil 2-4: Besondere Festlegungen für die Sicherheit von Defibrillatoren“ ist Teil der Normenreihe EN 60601.
Herausgeber der DIN-Norm DIN EN 60601-2-4 ist das Deutsche Institut für Normung.
Die Norm basiert auf der internationalen Fassung IEC 60601-2-4. Im Rahmen des VDE-Normenwerks ist die Norm als VDE 0750-2-4 klassifiziert, siehe DIN-VDE-Normen Teil 7.
Diese Ergänzungsnorm regelt allgemeine Festlegungen für die Sicherheit, Prüfungen und Richtlinien für Defibrillatoren.

## Gültigkeit
Die deutsche Ausgabe 7.2002 ist ab ihrem Erscheinungsdatum als Deutsche Norm angenommen.
- Die aktuelle Fassung (7.2002) ist korrespondierend mit der 2. Ausgabe der DIN EN 60601-1 anzuwenden.
- Es ist im August 2004 die Berichtigung 1 erschienen (falsche elektrische Einheiten korrigiert) und im November 2005 die Berichtigung 2 erschienen (Unterabschnitt 57.10 bb) wurde ersetzt).
- Im Mai 2007 wurde ein Entwurf für die 3. Ausgabe der DIN EN 60601-1 veröffentlicht.

## Anwendungsbereich
Diese besonderen Festlegungen definieren Anforderungen an die Sicherheit für Defibrillatoren, nachstehend als Gerät bezeichnet. Sie gelten nicht für implantierbare Defibrillatoren, fernbediente Defibrillatoren, externe transkutane Schrittmacher oder getrennte eigenständige Monitore (die durch EN 60601-2-27 genormt sind). Monitore, die separate EKG-Überwachungselektroden verwenden, fallen nicht in den Anwendungsbereich dieser Norm, es sei denn, sie werden als die einzige Basis für die AED-Rhythmuserkennungsentdeckung oder Schlagentdeckung für synchronisierte Kardioversion verwendet. 
Die Wahlmöglichkeit einer besonderen Kurvenform einschließlich „waveshape“, gelieferter Energie, Wirksamkeit und Sicherheit wurde ausdrücklich vom Anwendungsbereich dieser Norm ausgeschlossen. Jedoch wurden, aufgrund der kritischen Wichtigkeit der therapeutischen Kurvenform, Kommentare zu der Erläuterung hinzugefügt, die Überlegungen hinsichtlich der Auswahl von Kurvenformen ansprechen.

## Zusatzinformation
Folgende geänderte Anforderungen sind in der EN 60601-2-4 enthalten (Auszug):
- Trennung
- Ableitströme
- Spannungsfestigkeit
- elektromagnetische Verträglichkeit
- Sicherheit
- defibrillatoren-spezifische Anforderungen